# Lubine
 Lubine  es una comuna y población de Francia, en la región de Lorena, departamento de Vosgos, en el distrito de Saint-Dié-des-Vosges y cantón de Provenchères-sur-Fave.
Su población en el censo de 1999 era de 214 habitantes.
Está integrada en la Communauté de communes la Fave.

## Demografía
| 312 | 264 | 216 | 187 | 221 | 214 |
| Para los censos de 1962 a 1999 la población legal corresponde a la población sin duplicidades (Fuente: INSEE [Consultar]) |     |     |     |     |     |